# Mécanique hamiltonienne
Pour les articles homonymes, voir Hamiltonien.

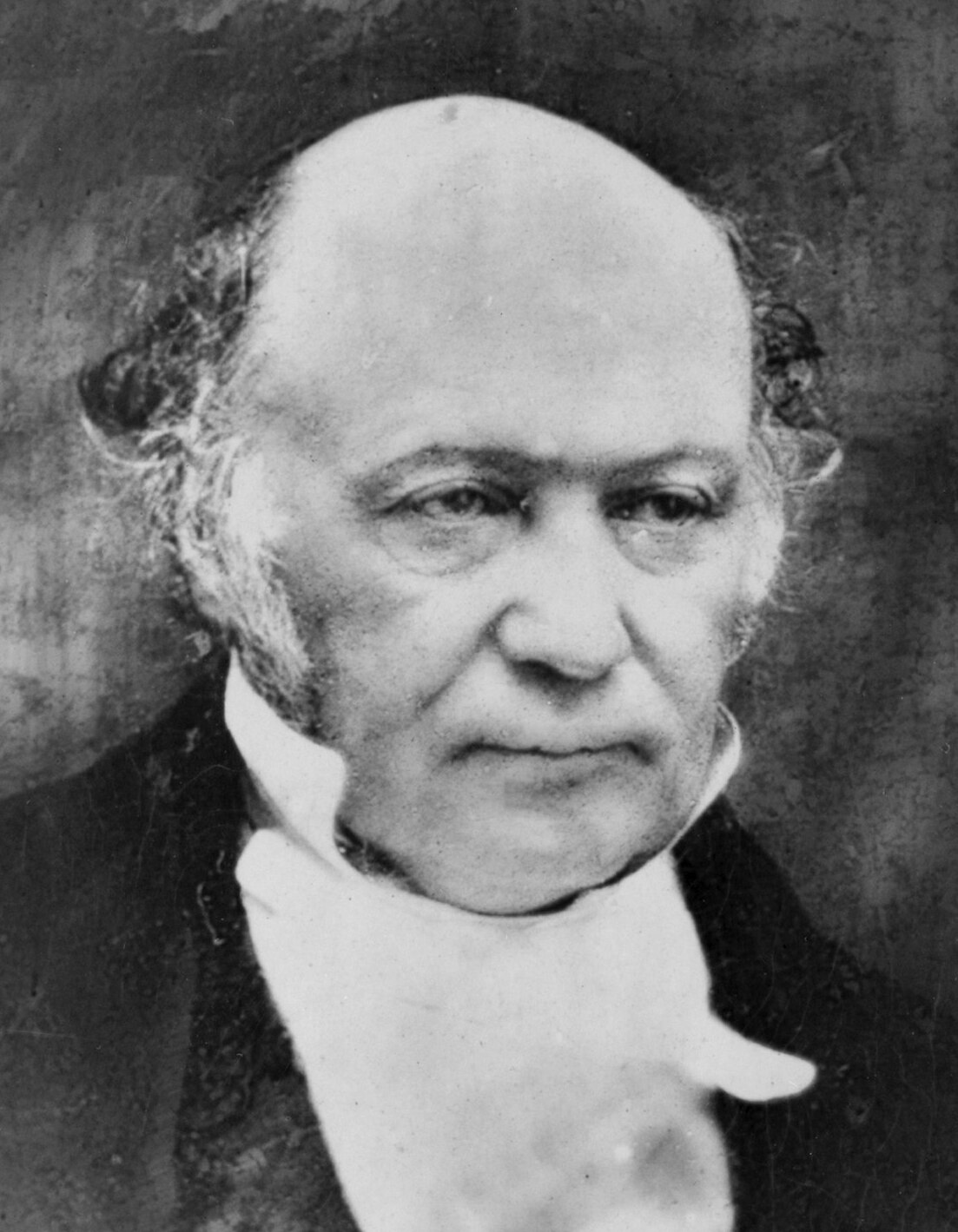
Sir William Rowan Hamilton.

La mécanique hamiltonienne est une reformulation de la mécanique newtonienne. Son formalisme a facilité l'élaboration théorique de la mécanique quantique.
Elle a été formulée par William Rowan Hamilton en 1833 à partir des équations de Lagrange, qui reformulaient déjà la mécanique classique en 1788.

## Équations canoniques de Hamilton

### Rappels de mécanique lagrangienne
En mécanique lagrangienne, les équations du mouvement d'un système à N degrés de liberté dépendent des coordonnées généralisées {\displaystyle \left\{q_{i}\right\}_{i=1,...,N}} et des vitesses correspondantes {\displaystyle \left\{{\dot {q}}_{i}\right\}_{i=1,...,N}}, où {\displaystyle {\dot {q}}_{i}={\dfrac {dq_{i}}{dt}}}.
Le lagrangien peut donc s'écrire formellement comme une fonction : {\displaystyle {\mathcal {L}}(q_{i},{\dot {q}}_{i},t)}, les variables indexées représentant les {\displaystyle N} variables de ce type.

### Moment conjugué
En mécanique hamiltonienne, le moment conjugué ou l'impulsion généralisée {\displaystyle p_{i}} est relié à la coordonnée généralisée {\displaystyle q_{i}} par :
{\displaystyle p_{i}={\frac {\partial {\mathcal {L}}}{\partial {{\dot {q}}_{i}}}}},
où {\displaystyle {\mathcal {L}}} est le lagrangien et {\displaystyle {\dot {q}}_{i}} est une vitesse généralisée définie comme la dérivée par rapport au temps de {\displaystyle q_{i}}.
En coordonnées cartésiennes, les moments conjugués sont équivalents aux quantités de mouvement, alors qu'en coordonnées polaires ils correspondent aux moments angulaires. Lorsque les coordonnées généralisées sont choisies arbitrairement, il n'est plus possible de donner une interprétation intuitive aux moments conjugués.

#### Exemples

##### Masse ponctuelle en chute libre
Le moment conjugué d'une masse ponctuelle en chute libre est :
{\displaystyle p_{z}=m{\dot {z}}},
où :
- {\displaystyle m} est la masse du corps ;
- {\displaystyle z} est la coordonnée suivant la verticale ascendante[5].

##### Pendule simple
Le moment conjugué d'un pendule simple est :
{\displaystyle p_{\theta }=ml{\dot {\theta }}},
où :
- {\displaystyle m} est la masse du pendule ;
- {\displaystyle l} est sa longueur ;
- {\displaystyle {\dot {\theta }}} est sa vitesse angulaire : {\displaystyle {\dot {\theta }}={\frac {\mathrm {d} \theta }{\mathrm {d} t}}}, où {\displaystyle \theta } est l'angle que fait le pendule avec la verticale descendante[5].

#### En théorie des champs
Par extension, en théorie des champs, le moment conjugué {\displaystyle \Pi _{\mu }} est défini à partir de la dérivée fonctionnelle de la densité lagrangienne {\displaystyle {\mathcal {L}}} par rapport à la dérivée covariante du champ {\displaystyle \phi } :
{\displaystyle \Pi _{\mu }={\frac {\delta {\mathcal {L}}}{\delta \left(\partial ^{\mu }\phi \right)}}},
où la dérivée fonctionnelle est notée {\displaystyle \delta } pour la différencier de la dérivée partielle usuelle.

### Hamiltonien
L'hamiltonien {\displaystyle {\mathcal {H}}} est la transformée de Legendre du lagrangien :
| {\displaystyle {\mathcal {H}}\left(q_{i},p_{i},t\right)\ =\ \sum _{k}^{N}{\dot {q}}_{k}\ p_{k}-{\mathcal {L}}(q_{i},{\dot {q}}_{i},t)} |

Dans le membre de droite de cette formule, les vitesses sont supposées être exprimées en fonction des moments conjugués.
Si les équations qui définissent les coordonnées généralisées sont indépendantes du temps {\displaystyle t}, on peut montrer que {\displaystyle {\mathcal {H}}} est égal à l'énergie totale {\displaystyle E}, elle-même étant égale à la somme de l'énergie cinétique {\displaystyle T} et de l'énergie potentielle {\displaystyle V} ({\displaystyle {\mathcal {H}}=E=T+V}).

### Équations canoniques de Hamilton
Sous forme différentielle, les deux membres de la définition de {\displaystyle {\mathcal {H}}} deviennent :
| {\displaystyle {\begin{matrix}\mathrm {d} {\mathcal {H}}&=&\sum _{i}\left[\left({\partial {\mathcal {H}} \over \partial q_{i}}\right)\mathrm {d} q_{i}+\left({\partial {\mathcal {H}} \over \partial p_{i}}\right)\mathrm {d} p_{i}\right]+\left({\partial {\mathcal {H}} \over \partial t}\right)\mathrm {d} t\\\mathrm {d} {\mathcal {H}}&=&\sum _{i}\left[{\dot {q}}_{i}\mathrm {d} p_{i}+p_{i}\mathrm {d} {\dot {q}}_{i}-\left({\partial {\mathcal {L}} \over \partial q_{i}}\right)\mathrm {d} q_{i}-\left({\partial {\mathcal {L}} \over \partial {\dot {q}}_{i}}\right)\mathrm {d} {\dot {q}}_{i}\right]-\left({\partial {\mathcal {L}} \over \partial t}\right)\mathrm {d} t\end{matrix}}} |

En utilisant la définition des moments conjugués donnée précédemment et les équations d'Euler Lagrange traduisant le principe de l'action minimale du lagrangien, on obtient les équations du mouvement de Hamilton, dites équations canoniques de Hamilton :
| {\displaystyle {\dot {q}}_{i}\ =\ {\frac {\partial {\mathcal {H}}}{\partial p_{i}}}\quad ;\qquad {\dot {p}}_{i}\ =\ -{\frac {\partial {\mathcal {H}}}{\partial q_{i}}}\quad ;\qquad {\frac {\partial {\mathcal {H}}}{\partial t}}\ =\ {\frac {\mathrm {d} {\mathcal {H}}}{\mathrm {d} t}}\ =\ -\ {\frac {\partial {\mathcal {L}}}{\partial t}}} |

Note: l'égalité {\displaystyle {\frac {\mathrm {d} {\mathcal {H}}}{\mathrm {d} t}}=-\ {\frac {\partial {\mathcal {L}}}{\partial t}}} se démontre comme suit :
{\displaystyle {\frac {\mathrm {d} {\mathcal {H}}}{\mathrm {d} t}}={\frac {\mathrm {d} (\sum _{i}p_{i}{\dot {q}}_{i}-{\mathcal {L}})}{\mathrm {d} t}}=\sum _{i}\left(p_{i}{\ddot {q}}_{i}+{\dot {p}}_{i}{\dot {q}}_{i}\right)-\left(\sum _{i}{\frac {\partial {\mathcal {L}}}{\partial q_{i}}}{\dot {q}}_{i}+\sum _{i}{\frac {\partial {\mathcal {L}}}{\partial {\dot {q}}_{i}}}{\ddot {q}}_{i}+{\frac {\partial {\mathcal {L}}}{\partial t}}\right)=-{\frac {\partial {\mathcal {L}}}{\partial t}}}
où on a utilisé pour la dernière égalité la définition des moments conjugués et les équations d'Euler Lagrange.
Les équations de Hamilton sont des équations différentielles du premier ordre et donc plus faciles à résoudre que les équations de Lagrange qui sont du second ordre.
Néanmoins, les étapes qui conduisent à ces équations sont plus complexes que celles de la mécanique lagrangienne :
à partir des coordonnées généralisées et du lagrangien, il faut calculer l'hamiltonien, exprimer les vitesses généralisées en fonction des moments conjugués et remplacer celles-ci dans la définition de l'hamiltonien.
La méthode de Lagrange est moins lourde en termes de manipulations mathématiques. L'avantage principal de l'approche hamiltonienne est de fournir, grâce à la simplicité de son formalisme, un fondement théorique en mécanique. Par exemple, la mécanique quantique utilise un formalisme basé sur celui de la mécanique hamiltonienne.
On pourra aussi noter une certaine similitude entre les équations canoniques de Hamilton et les équations de Maxwell.

### Exemple élémentaire: la particule non relativiste sur un axe
Soit une particule non relativiste de masse {\displaystyle m} se déplaçant sur un axe. On repère la position de cette particule par une coordonnée {\displaystyle q}. Supposons de plus que la particule est soumise à une force qui dérive de l'énergie potentielle {\displaystyle V(q)}. Le lagrangien s'écrit alors :
| {\displaystyle {\mathcal {L}}(q,{\dot {q}})\ =\ {\frac {1}{2}}\,m\,{\dot {q}}^{2}\ -\ V(q)} |

Le moment conjugué vaut alors :
| {\displaystyle p\ =\ {\partial {\mathcal {L}} \over \partial {\dot {q}}}\ =\ m\,{\dot {q}}} |

il s'identifie à la quantité de mouvement habituelle. Cette formule peut être inversée :
| {\displaystyle {\dot {q}}\ =\ {\frac {p}{m}}} |

On obtient alors le hamiltonien par transformée de Legendre :
| {\displaystyle {\mathcal {H}}(q,p)\ =\ {\frac {p^{2}}{2m}}\ +\ V(q)} |

Les équations canoniques conduisent alors à :
| {\displaystyle {\dot {q}}\ =\ {\frac {\partial {\mathcal {H}}}{\partial p}}\ =\ {\frac {p}{m}}} |

et à l'équation de la dynamique de Newton :
| {\displaystyle {\dot {p}}\ =\ -\ {\frac {\partial {\mathcal {H}}}{\partial q}}\quad \Longrightarrow \quad m\,{\ddot {q}}\ =\ -\ {\frac {\partial V}{\partial q}}} |

## Espace des phases

### Dynamique dans l'espace euclidien
Considérons un système à {\displaystyle N} degrés de liberté décrits à l'instant {\displaystyle t} par :
- les {\displaystyle N} coordonnées généralisées {\displaystyle q_{i}(t)\in \mathbb {R} }, {\displaystyle (i=1,\dots ,N)}. On peut voir ces coordonnées comme les composantes d'un vecteur de {\displaystyle \mathbb {R} ^{N}}.

- les {\displaystyle N} moments conjugués {\displaystyle p_{i}(t)\in \mathbb {R} }, {\displaystyle (i=1,\dots ,N)}. On peut également voir ces coordonnées comme les composantes d'un autre vecteur de {\displaystyle \mathbb {R} ^{N}}.

À chaque instant, les {\displaystyle 2N} coordonnées {\displaystyle (q_{i}(t),p_{i}(t))} définissent un point {\displaystyle x(t)} dans l'espace des phases {\displaystyle \Gamma =\mathbb {R} ^{N}\times \mathbb {R} ^{N}=\mathbb {R} ^{2N}} à {\displaystyle 2N} dimensions.

### Dynamique sur une variété différentielle
Considérons un système à {\displaystyle N} degrés de liberté dont les {\displaystyle N} coordonnées généralisées {\displaystyle q_{i}(t)} précisent la position d'un point {\displaystyle p} sur une variété différentielle {\displaystyle M} à {\displaystyle N} dimensions. Le moment conjugué {\displaystyle p_{j}(t)} est alors un élément de l'espace cotangent {\displaystyle T_{p}^{\star }M} dans la direction {\displaystyle j}.
À chaque instant, les {\displaystyle 2N} coordonnées {\displaystyle (q_{i}(t),p_{j}(t))} définissent dans ce cas un point {\displaystyle x(t)} dans l'espace des phases {\displaystyle \Gamma =T^{\star }M} qui s'identifie à l'espace fibré cotangent à 2N dimensions. Cet espace des phases est naturellement muni de la forme symplectique {\displaystyle \omega \,} définie par :

## Flot hamiltonien

### Flot
L'évolution dynamique du système à partir d'une condition initiale {\displaystyle x_{0}=(q_{i0},p_{j0})} engendre le flot {\displaystyle \phi _{t}:\Gamma \to \Gamma }, c’est-à-dire le groupe continu à un paramètre tel que :
| {\displaystyle x(t)\ =\ \phi _{t}(x_{0})} |

La succession des positions {\displaystyle x(t)} dans l'espace des phases du système considéré se traduit par une courbe continue, appelée orbite.

### Théorème de Liouville
Selon les équations canoniques de Hamilton le flot préserve la mesure de Liouville sur l'espace des phases : on dit alors de ce flot qu'il est hamiltonien et l'on appelle théorème de Liouville l'expression de cette préservation. Lorsque l'espace des phases du système est euclidien, cette mesure invariante sous le flot est simplement la mesure de Lebesgue sur {\displaystyle \mathbb {R} ^{2N}} :
| {\displaystyle \mathrm {d} \mu _{L}\ =\ \prod _{k=1}^{N}\mathrm {d} q_{k}\,\mathrm {d} p_{k}} |

La démonstration de ce théorème repose sur le fait que la divergence de la « vitesse » dans l'espace des phases est nulle :
| {\displaystyle \mathrm {div} \ {\vec {v}}\ =\ \sum _{k=1}^{N}\left[\ {\frac {\partial {\dot {q}}_{k}}{\partial q_{k}}}\ +\ {\frac {\partial {\dot {p}}_{k}}{\partial p_{k}}}\ \right]\ =\ 0} |

où on a utilisé les équations canoniques pour conclure. Autrement dit, le « fluide hamiltonien » est incompressible quand on le décrit dans les variables d'Euler qui constituent l'espace des phases. On dit en mécanique des fluides que la densité du fluide hamiltonien est advectée par le flot.

### Hypersurface d'énergie constante
Un système hamiltonien invariant par translation dans le temps satisfait toujours à la conservation de l'énergie :
| {\displaystyle \forall \ t,\quad {\mathcal {H}}(q_{i}(t),p_{i}(t))\ =\ E} |

de telle sorte que sa dynamique est en fait toujours restreinte à une hypersurface {\displaystyle \scriptstyle S_{E}\subset \Gamma } à {\displaystyle 2N-1} dimensions. Dans ce cas, la mesure de Liouville invariante sous le flot dans l'espace des phases induit une mesure invariante sous le flot sur l'hypersurface d'énergie constante, définie par :
| {\displaystyle \mathrm {d} \mu _{S}\ =\ {\frac {\mathrm {d} \Sigma }{\\|\mathbf {grad} \ H\\|}}} |

où {\displaystyle \mathrm {d} \Sigma } est la mesure sur l'hypersurface {\displaystyle \scriptstyle S} induite par la métrique sur l'espace des phases.

### Système intégrable
Il peut exister d'autres constantes du mouvement indépendantes de l'énergie en plus de celle-ci. Lorsqu'un système invariant par translation défini sur {\displaystyle {\mathbb {R} }^{2N}}dans le temps possède {\displaystyle N} constantes du mouvement indépendantes, on dit qu'il est intégrable. Sa dynamique est alors particulièrement simple.